# Logan (Utah)
Logan é uma cidade localizada no estado norte-americano de Utah, no Condado de Cache. Sua região metropolitana possui 127.945 habitantes.

## Demografia
Segundo o censo norte-americano de 2000, a sua população era de 42.670 habitantes.
Em 2006, foi estimada uma população de 47.660, um aumento de 4990 (11.7%). Hoje tem 51.619 (2018).

## Geografia
De acordo com o United States Census Bureau tem uma área de
44,2 km², dos quais 42,8 km² cobertos por terra e 1,4 km² cobertos por água. Logan localiza-se a aproximadamente 1432 m acima do nível do mar.

## Localidades na vizinhança
O diagrama seguinte representa as localidades num raio de 8 km ao redor de Logan.